# Indische Badmintonmeisterschaft 1944/45
Die Indische Badmintonmeisterschaft der Saison 1944/45 fand in Bombay statt. Es war die zehnte Austragung der nationalen Titelkämpfe im Badminton in Indien. 	

## Titelträger
| Disziplin    | Sieger                           |
| ------------ | -------------------------------- |
| Herreneinzel | Devinder Mohan                   |
| Dameneinzel  | Tara Deodhar                     |
| Herrendoppel | Khandu M. Ranganekar Dattu Mugwe |
| Damendoppel  | Frenee Talyarkhan Mumtaj Chinoy  |
| Mixed        | Prakash Nath Sunder Deodhar      |